# Lagere Technische School Tegelen
De Lagere Technische School Tegelen is een voormalig onderwijsinstituut voor Lager beroepsonderwijs in de Nederlandse plaats Tegelen, gemeente Venlo.

## Geschiedenis

### Tekenschool
Modelmaker Anton Probst van ijzergieterij Kamp en Soeten begon aan het einde van de 19e eeuw met het geven van technische tekenlessen in Tegelen, waaruit in augustus 1906 de Teekenschool Eligius ontstond. De tekenschool begon onder voorzitterschap van timmerman Christiaan Verhaegh in een lokaal van het oude gemeenschapshuis op het Wilhelminaplein bij de Sint-Martinuskerk en verhuisde later naar de grote zaal van de R.K. Volksbond aan de Tegelse Kerkstraat.  In het bestuur zaten verder een machinist, modelmaker en ringovenbouwer. Meerdere leerlingen zouden later zelf fabrieken in Tegelen oprichten. Naast de zaterdagavond-zondagsschool werd in 1926 een reguliere avondschool opgericht en in 1938 werd deze uitgebreid met handelsonderwijs. De avondschool huisde in het oude fabriekspand Vossen en de Sint Jozefschool. Architect Lambert Noten werd de nieuwe voorzitter en toen de St. Eligiusschool werd overgenomen door de R.K. Stichting Nijverheidsonderwijs werd kapelaan E.J.M. Lemmens voorzitter. In 1947 werd industrieel en regisseur André Thijssen voorzitter.

### Technische school
Vanaf 1953 werd er ook dagonderwijs gegeven, de eerste jaren in een tot noodschool omgebouwde oude fabriek en vanaf 1960 in de nieuwe LTS aan de Bergstraat. De Oostenrijkse kunstenaar Jos Pirkner ontwierp het beeld leraar en de leerling, dat voor de school staat. De school had als eerste in Nederland een eigen gieterijhal. Naast de gieterijvakken bood de school ook lessen aan in smeden, lassen, constructiebankwerken, machinebankwerken, plaatwerken en houtbewerken. In 1962 werd de avondschool opgeheven en kwamen er twee nieuwe opleidingen bij, elektrotechniek en autogeen lassen. In 1972 werd de opleiding gieterijtechniek opgeheven omdat er weinig belangstelling meer voor was. In 1981 ging de school samen met de LHNO, en in 1991 fuseerde deze school met de Sint-Martinus MAVO tot het Maartenscollege. Vier jaar later ging deze nieuwe school op in College Den Hulster.